# Schaenicoscelis luteola
Schaenicoscelis luteola là một loài nhện trong họ Oxyopidae.
Loài này thuộc chi Schaenicoscelis. Schaenicoscelis luteola được Cândido Firmino de Mello-Leitão miêu tả năm 1929.